# Ecnomiohyla valancifer
Ecnomiohyla valancifer är en groddjursart som först beskrevs av I. Lester Firschein och Smith 1956.  Ecnomiohyla valancifer ingår i släktet Ecnomiohyla och familjen lövgrodor. IUCN kategoriserar arten globalt som akut hotad. Inga underarter finns listade i Catalogue of Life.